# Tyrväntö

Tyrväntö, på svenska även Tyrvändö, var en kommun i landskapet Egentliga Tavastland i Södra Finlands län.
Ytan (landsareal) hade 88,0 km² och 1.786 människor med ett befolkningstäthet av 20,2 km² (1908-12-31). Tyrvändö var en enspråkigt finsk kommun och blev del av Hattula 1 januari 1971. Tyrvändös grannkommuner var Hattula, Hauho, Pälkäne och Sääksmäki.

## Historia

### Fornhistoria
Tyrvändö har varit bebott sedan stenåldern. De äldsta fynden, som härstammar från 4200 f.v.t., har hittats i byn Monittula. Mellan 3000-2500 f.v.t. spred sig den snörkeramiska kulturen till Tyrvändö. Samtidigt förekom också en ny näring, boskapsskötseln. Jordbruket började i början av bronsåldern, omkring 1500 f.v.t.
I Tyrvändö finns en av de tre kända sliprännorna i Finland. Byarna och den fasta bebyggelsen grundades omkring 500 e.v.t. eller senast under vikingatiden, mellan 800-900 e.v.t. Tidigare har man använt namnet Kulsiala om Tyrvändös område. Namnet härstammar troligen från ord som betydde ett kärl använt under religiösa ceremonier.

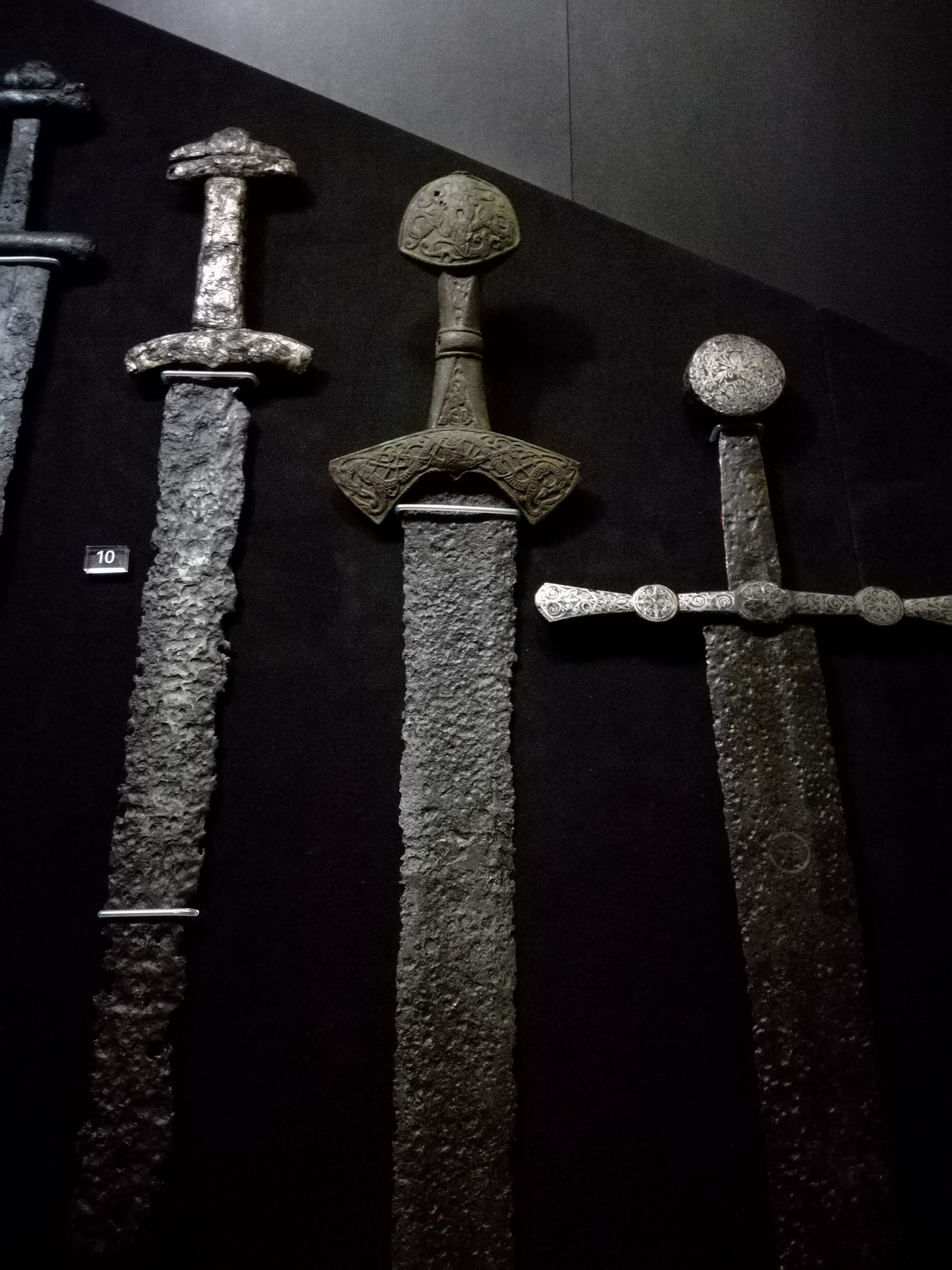
Suontakasvärdet i mitten.

År 1968 hittades ett järnsvärd, Suontakasvärdet, i Tyrvändö. Svärdet återfanns i en grav som upptäcktes vid anläggning av täckdiken på Suontaka gårds marker.

### En del av Sverige

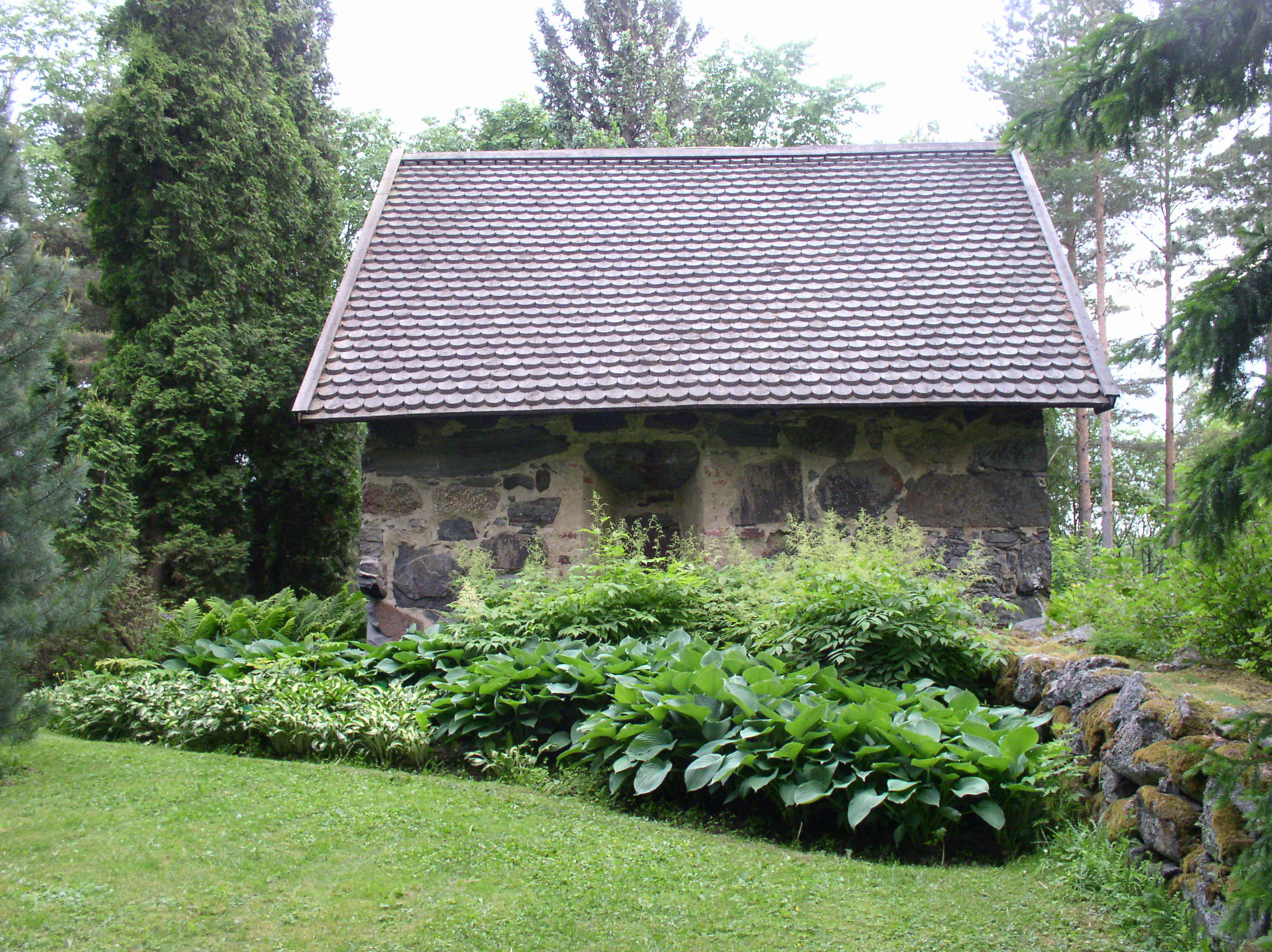
Stensakristian i Tyrvändö.

Sveriges makt och kristendomen etablerades i området i slutet av 1200-talet. Den första kyrkan byggdes i Stjärnsund någon gång mellan 1200- och 1400-talet. Kyrkan revs, förutom stensakristian, när en ny kyrkobyggnad färdigställdes i Suotaala i början av 1800-talet. Troligen fanns det en självständig församling i Tyrvändö, men när Heliga korsets kyrka färdigställdes i Hattula blev Tyrvändö en kapellförsamling senast under 1500-talet.
Under stora ofreden år 1713 ockuperade ryssarna Tyrvändö fram till år 1721. När ryssarna anlände utsattes åtminstone Suotaala, Lahdentaka och Stjärnsund för plundring och förödelse. Matvaror och boskap rövades från gårdarna, och våldshandlingar mot lokalbefolkningen var särskilt vanliga i början innan ockupationsmyndigheterna började lugna situationen.

### 1800-1900-talen
I samband med kommunalförvaltningsreformen år 1865 bildades Tyrvändö kommun från Tyrvändö kapellförsamling. Förändringen genomfördes senast 1873. Efter krigen bosattes kareler i Tyrvändö från Vuoksela kommun.
Tyrvändö kommun upplöstes den 1 januari 1971 och sammanlades med Hattula. Tyrvändö evangelisk-lutherska församling fortsatte sin verksamhet fram till 1979, då kyrkoherden gick i pension och församlingen slogs ihop med Hattula församling.
År 1978 blev byarna Mälkiäinen, Tykölä och Uskila helt och Monaala delvis delar av Valkeakoski stad från den tidigare norra delen av Tyrväntö.

## Geografi

### Byar
Anomaa, Haukila, Lahdentaka, Lusi, Monala, Monittula, Mälkiäis (finska: Mälkiäinen), Retula, Stjärnsund (finska: Lepaa), Suontaka, Suotaala, Tykölä, Uskela, Vanajaniemi